# Bollnäs

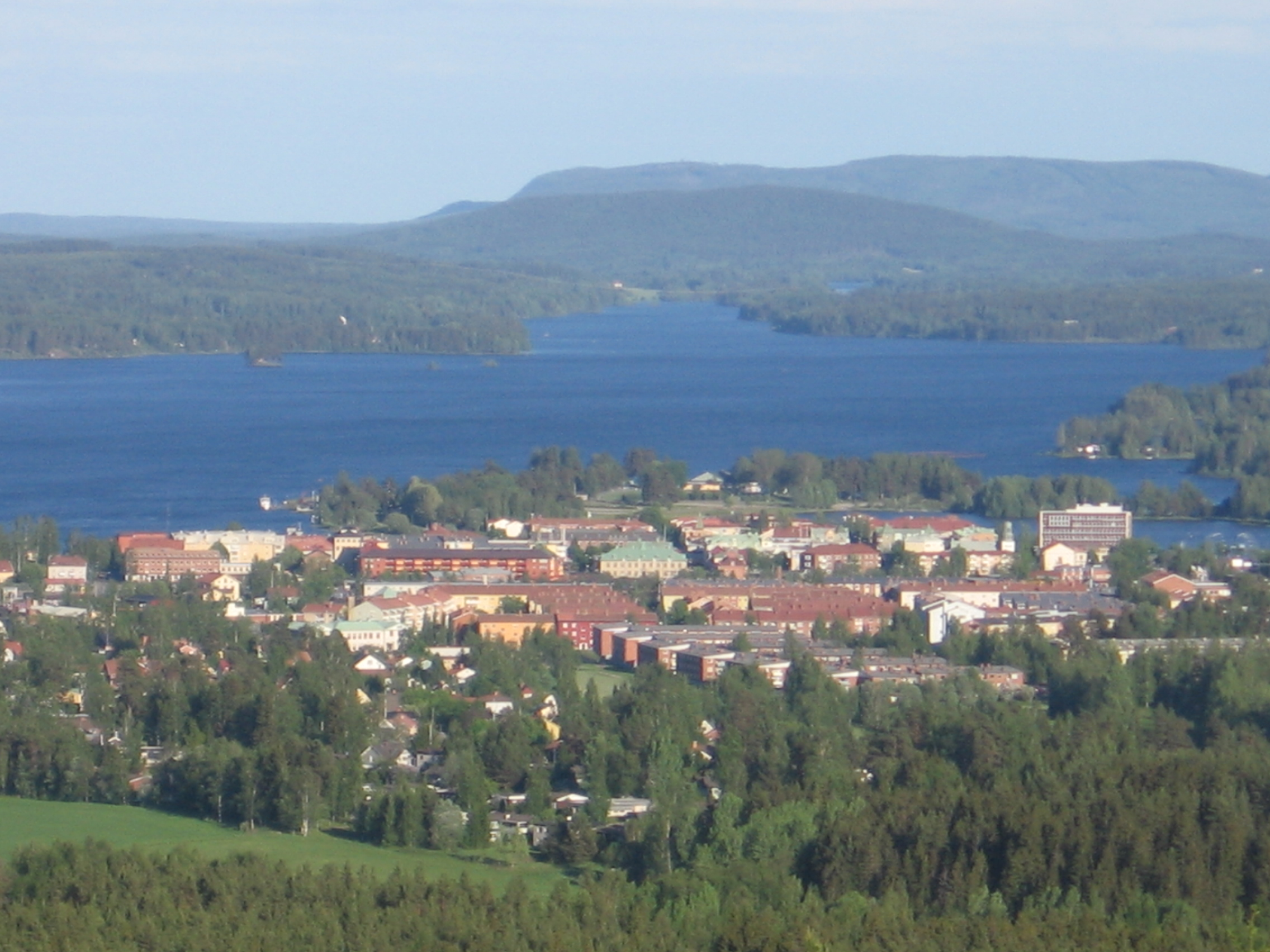
Blick auf Bollnäs mit dem Fluss Ljusnan

Bollnäs ist eine Stadt in der schwedischen Provinz Gävleborgs län und der historischen Provinz Hälsingland. Sie liegt 30 Kilometer westlich von Söderhamn am Fluss Ljusnan und ist Hauptort der gleichnamigen Gemeinde. Bollnäs liegt an der Eisenbahnhauptlinie Stockholm–Ånge (Norra stambanan).

## Geschichte
Funde belegen eine Besiedlung der Gegend bereits während der Steinzeit. Siedlungsreste aus der Eisenzeit beweisen die fortgesetzte Nutzung dieses Landfleckens, die sich in mittelalterlichen Siedlungsformen fortsetzte. Im Jahre 1851 erwarb der Kaufmann Georg Henric Collini das Anwesen Bro gård, das im heutigen Stadtzentrum Brotorget gelegen ist. In wenigen Jahren konnte er, durch die Dampfschifffahrt begünstigt, die Siedlung zu einem wichtigen Handelszentrum ausbauen. Er gilt damit als Begründer der Stadt. Die Straße Collinigatan im Stadtzentrum erinnert heute an ihn.
In den 1870er Jahren wurde die Schifffahrt durch die Eisenbahn verdrängt. Die Stadt wurde ein Bahnknoten an der Hauptlinie Stockholm–Ånge (Norra stambanan). Wichtige Eisenbahnwerkstätten wie z. B. die Hauptwerkstatt für Lokomotiven wurden in Bollnäs geschaffen. 1888 wurde Bollnäs eine Gemeinde, die 1906 zur Marktgemeinde erhoben wurde. Bollnäs hatte damals knapp 1.000 Einwohner. 1942 wurde der Markt Björkhamre eingemeindet und Bollnäs bekam Stadtrechte. In den 1960er Jahren wurde das Zentrum der Stadt modernisiert, und 1987 wurden die alten Holzhäuser am Rande des Zentrums durch moderne Bauten ersetzt.
Seit 1961 besteht eine Städtepartnerschaft mit Misburg, heute ein Stadtteil von Hannover.

## Wirtschaft
Bollnäs ist ein Dienstleistungszentrum nicht nur für die eigene Gemeinde, sondern auch für die benachbarten Gemeinden. 
Ungefähr ein Viertel der Arbeitstätigen ist in Pflegeberufen tätig. Unter den Industriebetrieben ist der Werkzeughersteller Sandvik AB der größte, Parator mit Spezialanfertigungen für den Lastverkehr das international bekannteste Unternehmen. Die Trabrennbahn bei Sävstaås ist ebenso ein stabiler Wirtschaftsfaktor von überregionaler Bedeutung.

## Bildung
Bollnäs gehört zu Schwedens größten Schul- und Ausbildungszentren. Es bietet neben Grund-/Hauptschulen mehrere gymnasiale Zweige, Berufsschulen und universitäre Nebenfakultäten. Zusätzlich runden Erwachsenenbildung und Umschulungsmöglichkeiten dieses Bild ab.
Mit der Höghammarskola im Stadtteil Ren findet man hier eine der größten Sonderschulen Schwedens, deren Schirmherrin Kronprinzessin Victoria von Schweden alljährlich zu verschiedenen Anlässen anwesend ist.

## Sehenswürdigkeiten

### Kirche von Bollnäs

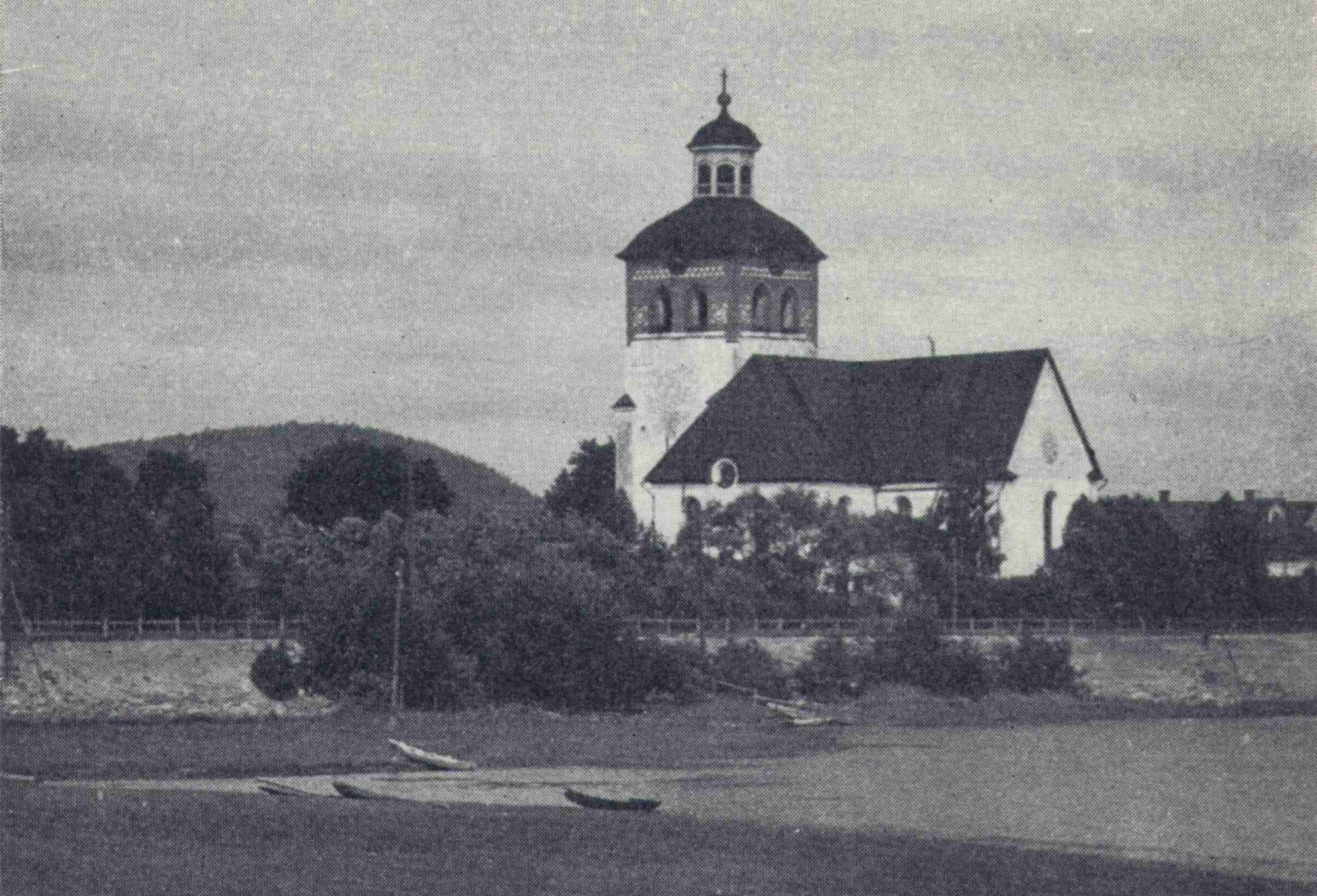
Kirche von Bollnäs 1923

Die große Kreuzkirche (Bollnäs kyrka) aus dem 18. Jahrhundert hat ihren Ursprung in der ersten Hälfte des 14. Jahrhunderts. Älteste Zeugnisse berichten jedoch von einer Holzkirche aus dem 12. Jahrhundert an gleicher Stelle.
Die jetzige Kirche enthält u. a. einen 3,5 m hohen, Anfang des 16. Jahrhunderts in Deutschland gefertigten Altarschrein mit der bekannten, von Haaken Gulleson geschnitzten Bollnäs-Madonna. Die Kirche hat eine der besterhaltenen Sammlungen mittelalterlicher Holzskulpturen Schwedens.

### Kämpens
Neben der Kirche mit ihrem umgebenden Friedhof liegt der Museumshof Kämpens, einem kleinen Gehöft aus dem 17. Jahrhundert in seinem Urzustand. Die Gebäude sind durchweg aus rohem Holz und wirken mit all ihrem musealen Inventar bewohnt. Für den Besucher bietet sich auch außerhalb der Öffnungszeiten die Möglichkeit, auf Knopfdruck ein mehrsprachiges Band zur Geschichte Kämpens anzuhören. Das Gehöft ist als Pendant zum Museumsdorf in Rengsjö, 10 km östlich, zu betrachten.

### Onbacken
Eine mit Blick über das an dieser Stelle zum See Varpen erweiterte Fließgewässer Ljusnan eingefriedete Parkanlage, die gleichzeitig Zeugnis einer eisenzeitlichen Besiedlung ist. Mit Informationstafeln wird ein lebendiges Bild der einstigen Siedlung mit ihren Wohn- und Grabflächen geschaffen, die heute als Steinsetzungen und Aufwerfungen wahrzunehmen sind. Im benachbarten Stadtmuseum können dazu Modelle, Exponate und Informationsschriften das Bild abrunden.

## Kultur
Die Stadt gilt als eine der Hochburgen des skandinavischen Power Metals. Führende Vertreter dieses Musikgenres wie Morgana Lefay und Tad Morose sind in Bollnäs beheimatet. Ebenso wie die Death-Metal-Band Gormathon.

## Söhne und Töchter der Stadt
- Eric A. Hegg (1867–1947), schwedisch-amerikanischer Fotograf
- Erik Byléhn (1898–1986), Leichtathlet
- Carl-Henrik Hermansson (1917–2016), Politiker
- Per-Inge Tällberg (* 1967), Skispringer
- Thomas von Scheele (* 1969), Tischtennisspieler
- Staffan Tällberg (* 1970), Skispringer
- Jörgen Eriksson (* 1971), Eishockeyspieler
- Anders Eriksson (* 1975), Eishockeyspieler
- Emma Claesson (* 1977), Orientierungsläuferin
- Lina Hedlund (* 1978), Sängerin
- Fredrik Persson (* 1981), Eishockeyspieler
- Jerker Lysell (* 1989), Orientierungsläufer

## Sonstiges
In Bollnäs befindet sich der 331 Meter hohe Arbråmasten, ein Sendemast für UKW und TV.
Zudem befindet sich in Bollnäs eine Trabrennbahn.